# Taylor Branch
Taylor Branch (Atlanta, 14 gennaio 1947) è uno storico statunitense.

## Biografia
Nato a Atlanta, nello stato statunitense della Georgia, figlio di Franktin T. e Jane (Worghinton) Branch. Studiò all'Università della Carolina del Nord a Chapel Hill. Nel 1989 venne premiato con il premio Pulitzer per la storia per Parting the Waters: America in the King Years, 1954-63.
Sposò Christina Macy da cui ebbe due figli.

## Opere
- Blowing the Whistle: Dissent in the Public Interest (1972)
- Second Wind (1979)
- The Empire Blues (1981)
- Labyrinth (con Eugene M. Propper) (1982)
- Parting the Waters: America in the King Years, 1954-63 (1988)
- Pillar of Fire: America in the King Years, 1963-65 (1998)
- At Canaan's Edge: America in the King Years, 1965-1968 (2006)
- The Clinton Tapes: Wrestling History with the President (2009)
- The Cartel: Inside the Rise and Imminent Fall of the NCAA (2011)
- The King Years: Historic Moments in the Civil Rights Movement (2013)

## Premi e riconoscimenti
- National Book Critics Circle Award: 1988 vincitore nella sezione Saggistica con Parting the Waters: America in the King Years[2]
- National Book Award per la saggistica: 1989 finalista con Parting the Waters: America in the King Years
- Premio Pulitzer per la storia: 1989 vincitore con Parting the Waters: America in the King Years[3]
- Anisfield-Wolf Book Award: 1989 vincitore con Parting the Waters: America in the King Years e 2007 alla carriera
- Dayton Literary Peace Prize: 2008 vincitore nella categoria "Lifetime Achievement Award"[4]